# Obdarcie z aktywów
Obdarcie z aktywów (ang. asset stripping) – strategia spekulacyjna polegająca na kupnie po niższej cenie akcji spółki, przejęcie nad nią kontroli z intencją wyprzedaży jej majątku po wyższej cenie. Spekulant zakłada, że suma wartości poszczególnych składników majątku jest większa niż kapitalizacja spółki. Niedoszacowanie w postaci zaniżonej kapitalizacji jest najczęściej skutkiem złego zarządzania. Zysk może być realizowany na rozmaite sposoby, także poprzez buy back.
Zjawisko kontrowersyjne, przez wielu postrzegane jako negatywne, ponieważ upłynnienie aktywów nie niesie żadnej łatwo dostrzegalnej wartości dodanej dla osób postronnych. Często nabycia spółek dokonywane są za pożyczone pieniądze, a długiem obciążana jest później przejęta spółka (casus Manchester United i konfliktu kibiców z rodziną Glazerów) na czym ucierpieć może jej działalność operacyjna, a więc także kontrahenci i miejsca pracy. W skrajnych przypadkach, po wydrenowaniu dochodzi do celowej bądź nie likwidacji albo upadłości i pozostawienia niezapłaconych długów. Z drugiej strony na klasyczny "atak" narażone są najczęściej spółki słabe, znajdujące się już wcześniej w kłopotach i źle zarządzane, przez co ich cena jest niska i ułatwia przejęcie. Zarządy takich spółek przez długi czas mogą marnotrawić kapitał rozdrobnionego akcjonariatu przez nikogo nie niepokojone (patrz: Teoria agencji) czego wynikiem jest skrajnie zaniżony kurs akcji na giełdzie. Uporządkowanie sytuacji majątkowej - np. wyprzedaż zbędnych nieproduktywnych aktywów - może w tej sytuacji przynieść pozostałym akcjonariuszom przejmowanej spółki korzyści.
Przykładem głośnego, wrogiego przejęcia w rodzaju asset stripping było przejęcie przez Carla Icahna Trans World Airlines w 1985 roku.